# Saint-germainski ugovor
██ Austrija 1914. godine
██ Mađarska 1914. godine
██ Bosna i Hercegovina 1914. godine
Saint-germainski ugovor ugovor između Republike Austrije i zemalja pobjednica u Prvom svjetskom ratu (Velika Britanija, Francuska, Italija, SAD, Japan i dr.), potpisan 10. rujna 1919. u Saint-Germain-En-Layeu kraj Pariza. Pripadao je nizu mirovnih sporazuma potpisanih tijekom Pariške mirovne konferencije (siječnja 1919. – siječnja 1920.), na kojoj se rješavalo i pitanje teritorijalne pripadnosti Hrvatske nakon raspada Austro-Ugarske Monarhije. Krajem Prvog svj. rata djelove Hrvatske je okupirala Kraljevina Italija. Na te zemlje su polagale prava i novonastale države – kratkotrajna Država Slovenaca, Hrvata i Srba (Narodno vijeće Slovenaca, Hrvata i Srba), a potom Kraljevina Srba, Hrvata i Slovenaca. Ugovorom se Austrija u korist Kraljevine SHS odrekla velikoga dijela teritorija koji je pripadao austrijskoj polovici Monarhije (dio Koruške, južna Štajerska, Kranjska, Dalmacija, Bosna i Hercegovina). Za sporni dio Koruške bio je predviđen plebiscit koji je za Kraljevinu SHS završio nepovoljno, dok je nastavljena diplomatska borba za područja koja su saveznici obećali Italiji Londonskim ugovorom. Pregovori o Jadranskom pitanju prekidani su u više navrata, a nastavljeni su i nakon što je konferencija 21. siječnja 1920. zaključila zasjedanje Rapalskim ugovorom.

## Vanjske poveznice
|  | Zajednički poslužitelj ima još gradiva o temi Saint-germainski ugovor |

- Saint-germainski ugovor Hrvatska enciklopedija